# Acutalis
Acutalis  (лат.) — род равнокрылых насекомых из семейства горбаток (Smiliinae, Membracidae).
Неотропика и Неарктика. 
Пронотум простой, без надплечевых рогов и иных выступов. Передние крылья с разделёнными у основания жилками R, M и Cu, с 1 поперечной жилкой m-cu, но без жилки s. Задние крылья с жилкой 1 r-m. Голени задней пары ног с 3 продольными рядами капюшоновидных сет (cucullate setae) 
.

## Систематика
Около 10 видов. Род включён в трибу Acutalini
- Acutalis biguttula Fairmaire
- Acutalis flaviventris Lethierry
- Acutalis flavonervosa  Buckton
- Acutalis flavozonata  Fairmaire
- Acutalis fusconervosa  Fairmaire
- Acutalis litterata  Fairmaire
- Acutalis nigrinervis  Fowler
- Acutalis retrofasciata  Lethierry
- Acutalis tartarea  Say